# Shea Neary
James Patrick Neary, detto Shea (Liverpool, 18 maggio 1968), è un ex pugile britannico, peso welter leggero.

## Carriera
Shea Neary nacque a Liverpool nel quartiere di Kensington da genitori irlandesi.
Soprannominato The Shamrock Express, iniziò a praticare pugilato all'età di 15 anni quando alcuni suoi amici lo invitarono all'Imperial, palestra sotto la guida di Tony Silvano. Iniziò così la sua carriera dilettantistica, durante la quale partecipò a 21 incontri, registrando solamente 3 sconfitte.
Il suo primo incontro da professionista avvenne all'età di 24 anni contro il debuttante Simon Ford, all'Everton Park Sports Centre di Liverpool, dove vinse al primo round. Dopo questa vittoria ne avrebbe collezionate altre 15 di fila, di cui 11 per KO. Con questo record, verso la fine del 1996, sfidò Darryl Tyson per il titolo WBU di pesi welter leggeri, allora vuoto. Fu in quell'occasione che si affermò campione, vincendo per punti in un incontro lungo 12 riprese, svoltosi nella stessa arena dove aveva disputato il suo primo incontro da professionista.
Difese il titolo prima contro Jeremiah Malinga, nel 1997, mettendolo al tappeto al terzo round, poi contro Andy Holligan, nel 1998, in un avvincente incontro durato 17 minuti e conclusosi al sesto round per KO tecnico in favore di Neary. L'incontro si svolse in un'arena costruita apposta per l'occasione sullo Stanley Park di Liverpool, in grado di ospitare 5500 spettatori. Fu in quest'occasione che Neary pronunciò la celebre frase: «I'm a nobody. I'm nothing. Yet five and a half thousand people turned up to watch me» (Non sono nessuno. Non sono niente. Eppure cinquemilacinquecento persone sono venute a guardarmi). Neary difese il titolo per altri due anni, battendo Naas Scheepers, Juan Villareal e Mike Griffiths, prima di affrontare, nel 2000, il suo incontro più arduo, quello contro Micky Ward, chiamato "Irish".
Neary iniziò bene, ma fu presto sottomesso dalla potenza dei colpi di Ward e sconfitto all'ottavo round per KO tecnico (l'unico KO della sua carriera), perdendo così il titolo di campione WBU di pesi welter leggeri che aveva difeso per quattro anni. L'incontro è stato reso celebre nel 2010 dal film The Fighter, nel quale Neary è interpretato da Anthony Molinari.
Neary tornò quattro mesi più tardi vincendo contro Alan Bosworth, ma si ritirò definitivamente dopo aver perso contro Eamonn Magee a causa di una discutibile assegnazione di punti, in un incontro valido per il titolo del Commonwealth dei pesi welter leggeri.